# Josh Hutcherson
Josh Hutcherson, celým jménem Joshua Ryan Hutcherson (* 12. října 1992 Union, Kentucky), je americký filmový a televizní herec. Do povědomí diváků se dostal díky filmům Zathura: Vesmírné dobrodružství, Polární expres, Hunger Games nebo Pět nocí u Freddyho.

## Životopis
Narodil se v Union v Kentucky. Jeho matka Michelle byla zaměstnancem aerolinky Delta. Nyní pomáhá Joshovi s jeho kariérou. Otec Chris je analytik EPA. Má mladšího bratra Connora. Do 9 letech navštěvoval New Haven Elementary School v Union, poté byl vyučován doma. Později nastoupil na Ryle High School, kde studoval jen jeden semestr.
Mezi Joshovy velké záliby patří fotbal a zvířata. Kromě dvou psů, vlastní ještě dvě kočky.

## Kariéra

### 2002–10: Začátky
Poté, co se v roce 2002 přestěhoval do Hollywoodu, získal role v několika televizních reklamách. Jeho první role byla v roce 2002, kdy si zahrál v pilotní epizodě House Blend a v témže roce se ještě objevil v epizodě Pohotovost. V roce 2003 si zahrál hlavní roli v komedii Zázrační pejsci.
V roce 2005 se objevil v několika hollywoodských filmech: Zelená je tráva a nebo Zámek v oblacích. Hlavní role pak ztvárnil ve filmech jako jsou Malý Manhattan a nebo Zathura: Vesmírné dobrodružství, kde si zahrál po boku Kristen Stewartové. Za roli získal cenu Young Artist Award v kategorii "Nejlepší vystoupení ve filmu v hlavní roli". Následující rok si zahrál v komedii RV, kde ztvárnil postavu syna Robina Williamse a následně si zahrál jako Jesse Aarons ve filmu Most do země Terabithia. Další role přišla v roce 2007 s filmem Hafan hasičem, kde hrál syna hasiče, který se spřátelil s psem. Film obdržel mix kritiky, ale Joshův výkon byl hodnocen kladně.
V roce 2008 si zahrál synovce Brendana Frasera ve filmu Cesta do středu Země a po boku Dakoty Fanning si zahrál v kriminálním dramatu Okřídlené bytosti. Vedlejší roli získal ve filmu Děcka jsou v pohodě, kde hrál syna lesbického páru, který hrály Annette Bening a Julianne Moore. Film získal v roce 2010 Zlatý glóbus v kategorii Nejlepší film - muzikál nebo komedie a nominaci na Oskara.

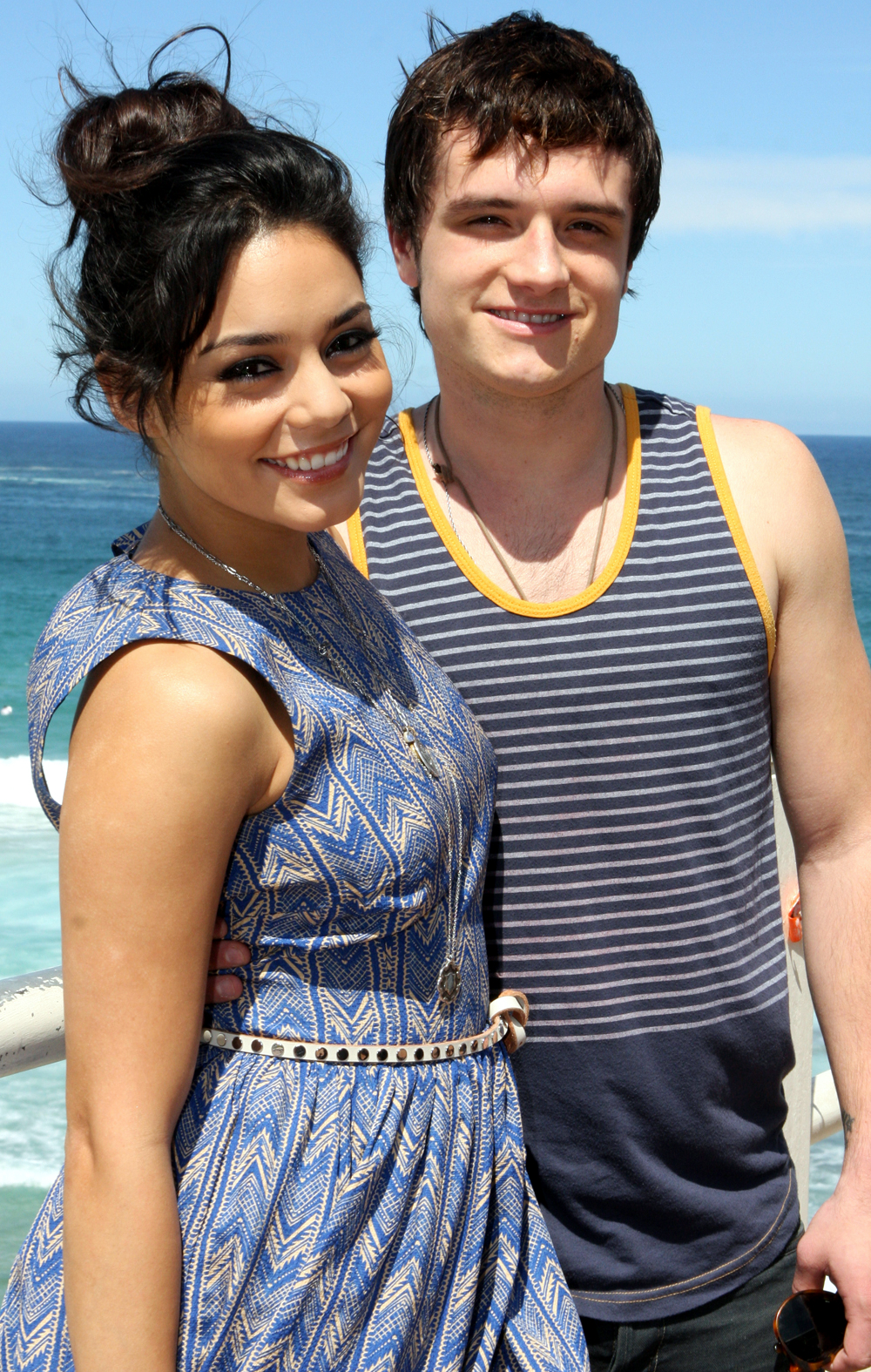
Vanessa Hudgens a Josh Hutcheson v roce 2012

### 2011–dosud
4. dubna 2011 Lionsgate oznámil, že Josh získal roli Peeta Mellarka v Hunger Games série, po boku Jennifer Lawrenceové jako Katniss Everddeen a Liama Hemswortha jako Hurikána. Kvůli tomu si musel obarvit vlasy na blond a přibrat 15 kilogramů. Film měl premiéru 23. března 2012 a stal se nejvíce výdělečným filmem roku. Za roli získal filmovou cenu MTV. Mezi získáním role a vydání filmu se stal exkluzivním producentem dvou filmů: Vrah zůstal po škole (2011) a The Forger (2012). Znovu si zahrál roli Seana Andersona v sequelu filmu Cesta do středu země v Cesta na tajuplný ostrov 2, po boku Vanessy Hudgens. Později v roce 2012 se objevil po boku Chrise Hemswortha ve filmu Rudý úsvit: Nová krev, remaku filmu Rudý úsvit z roku 1984.
V roce 2013 propůjčil svůj hlas postavě Nod v animovaném filmu Království lesních strážců. Znovu si zahrál roli Peeta v sequelu filmu Hunger Games: Vražedná pomsta. Za roli získal své druhé ocenění MTV Movie Awards. 21. listopadu 2014 měl premiéru sequel Hunger Games: Síla vzdoru 1.část.
Při natáčení Síly vzdoru také natáčel film Escobar: Paradise Lost, romantický thrillerový film. Stal se také exkluzivním producentem filmu.

## Osobní život
Mezi lety 2003–2006 chodil s herečkou a zpěvačkou Shannon Mariou Wadou. V roce 2007 s herečkou AnnouSophiou Robbovou, se kterou se seznámil při natáčení filmu Most do země Terabithia. Mezi lety 2008–09 chodil s herečkou Victoriou Justice. Mezi lety 2009–11 s Rochelle Danishei. V roce 2011 se povídalo o vztahu s herečkou Vanessou Hudgens. Od roku 2013 chodí s herečkou Claudiou Traisac.

## Filmografie

### Film
| Rok  | Název                                | Role                    | Poznámky                            |
| ---- | ------------------------------------ | ----------------------- | ----------------------------------- |
| 2003 | Můj svět                             | Robin                   |                                     |
| 2004 | Motocross Kids                       | TJ                      |                                     |
| 2004 | Polární expres                       | mladý hrdina            |                                     |
| 2005 | Poslední sázka                       | Joey                    |                                     |
| 2005 | Zelená je tráva                      | Bucky Weston            |                                     |
| 2005 | Howl's Moving Castle                 | Markl (hlas)            |                                     |
| 2005 | Malý Manhattan                       | Gabriel "Gabe" Burton   |                                     |
| 2005 | Zathura: Vesmírné dobrodružství      | Walter Budwing          |                                     |
| 2006 | Rodinná dovolená a jiná neštěstí     | Carl Munro              |                                     |
| 2007 | Most do země Terabithia              | Jesse Aarons            |                                     |
| 2007 | Hafan hasičem                        | Shane Fahey             |                                     |
| 2008 | Okřídlené bytosti                    | Jimmy Jaspersen         |                                     |
| 2008 | Cesta do středu Země                 | Sean Anderson           |                                     |
| 2009 | Upírův pomocník                      | Steve "Leopard" Leonard |                                     |
| 2010 | Děcka jsou v pohodě                  | Laser Allgood           |                                     |
| 2010 | The Third Rule                       | Chuck                   | krátkometrážní film                 |
| 2011 | Vrah zůstal po škole                 | Clapton Davis           | také výkonný producent              |
| 2012 | Cesta na tajuplný ostrov 2           | Sean Anderson           |                                     |
| 2012 | Hunger Games                         | Peeta Mellark           |                                     |
| 2012 | 7 dní v Havaně                       | Teddy Atkins            |                                     |
| 2012 | The Forger                           | Joshua Mason            | také výkonný producent              |
| 2012 | Rudý úsvit: Nová krev                | Robert Kitner           |                                     |
| 2013 | Království lesních strážců           | Nod (hlas)              |                                     |
| 2013 | Hunger Games: Vražedná pomsta        | Peeta Mellark           |                                     |
| 2014 | Hunger Games: Síla vzdoru 1. část    | Peeta Mellark           |                                     |
| 2015 | Escobar: Paraíso perdido             | Nick Brady              | také výkonný producent              |
| 2015 | Hunger Games: Síla vzdoru 2. část    | Peeta Mellark           |                                     |
| 2015 | The Rusted                           | Max                     | krátkometrážní film, také producent |
| 2016 | In Dubious Battle                    | Vinnie                  |                                     |
| 2017 | The Disaster Artist: Úžasný propadák | Philip Haldiman         |                                     |
| 2017 | Tragedy Girls                        | Toby Mitchell           |                                     |
| 2017 | Ape                                  | Travis                  | krátkometrážní film                 |
| 2018 | Elliot the Littlest Reindeer         | Elliot (hlas)           |                                     |
| 2018 | Burn                                 | Billy                   |                                     |
| 2019 | The Long Home                        | Nathan Winer            |                                     |
| 2023 | Pět nocí u Freddyho                  | Mike Schmidt            | Postprodukce                        |
| 2025 | Pět nocí u Freddyho 2                | Mike Schmidt            |                                     |

### Televize
| Rok       | Název                    | Role                              | Poznámky                              |
| --------- | ------------------------ | --------------------------------- | ------------------------------------- |
| 2002      | Becoming Glen            | mladý Glen                        | pilotní díl                           |
| 2002      | House Blend              | Nicky Harper                      | pilotní díl                           |
| 2002      | Pohotovost               | Matt                              | díl: „První sníh“                     |
| 2003      | Strážkyně zákona         | Matthew Inwood                    | dil: „Till Death Do Us Part“          |
| 2003      | Zázrační pejsci          | Charlie Logan                     | TV film                               |
| 2003      | Divoké dny               | Chris Morse                       | TV film                               |
| 2003      | Line of Fire             | Donny Rawlings                    | díl: „Take the Money and Run“         |
| 2004      | Eddie's Father           | Eddie Corbett                     | pilotní díl                           |
| 2004      | Party Wagon              | Toad E. Bartley (hlas)            | TV film                               |
| 2004      | Justice League Unlimited | Van-El / mladý Bruce Wayne (hlas) | díl: „For the Man Who Has Everything“ |
| 2010      | The Third Rule           | Chuck                             | krátkometrážní film                   |
| 2012      | Napálené celebrity       | Sám sebe                          | dil: „Lucy Hale“                      |
| 2013      | Saturday Night Live      | Host                              | dil: „Josh Hutcherson / Haim“         |
| 2014      | Face Off                 | Guest judge                       | dil: „Let the Games Begin“            |
| 2017–2020 | Future Man               | Josh Futturman                    | hlavní role, 26 dílů, také producent  |
| 2019      | Ultraman                 | Shinjiro Hayata (hlas)            | anglický dabing, 13 dílů              |
| 2019      | Paquita Salas            | Ryan                              | dil: „Regional Dances“                |

### Hudební videa
| Rok  | Název         | Umělec                        | Poznámky |
| ---- | ------------- | ----------------------------- | -------- |
| 2016 | „Middle“      | DJ Snake ft. Bipolar Sunshine |          |
| 2018 | „Worst Nites“ | Foster the People             |          |

## Ocenění a nominace
| Rok  | Ocenění                                              | Kategorie                                             | Práce                             | Výsledek  |
| ---- | ---------------------------------------------------- | ----------------------------------------------------- | --------------------------------- | --------- |
| 2004 | Young Artist Awards                                  | nejlepší mladý herec: TV film, minisérie nebo speciál | Wilder Days                       | nominace  |
| 2005 | Young Artist Awards                                  | nejlepší mladé obsazení                               | Motocross Kids                    | nominace  |
| 2005 | Young Artist Awards                                  | nejlepší mladé obsazení                               | Polární expres                    | vítězství |
| 2006 | Young Artist Awards                                  | nejlepší mladý herec: film (komedie nebo drama)       | Zathura: Vesmírné dobrodružství   | vítězství |
| 2006 | Cena Saturn                                          | nejlepší výkon mladého herce                          | Zathura: Vesmírné dobrodružství   | nominace  |
| 2007 | Young Artist Awards                                  | nejlepší mladý herec: film                            | Rodinná dovolená a jiná neštěstí  | nominace  |
| 2008 | Cena Saturn                                          | nejlepší výkon mladého herce                          | Most do země Terabithia           | nominace  |
| 2008 | Young Artist Awards                                  | nejlepší mladý herec: film (komedie nebo drama)       | Most do země Terabithia           | vítězství |
| 2008 | Young Artist Awards                                  | nejlepší mladé obsazení: film                         | Most do země Terabithia           | vítězství |
| 2009 | Young Artist Awards                                  | nejlepší mladý herec: film                            | Cesta do středu Země              | nominace  |
| 2010 | Gotham Awards                                        | nejlepší obsazení                                     | Děcka jsou v pohodě               | nominace  |
| 2010 | Las Vegas Film Critics Society Awards                | nejlepší mladý herec ve filmu                         | Děcka jsou v pohodě               | nominace  |
| 2010 | Washington D.C. Area Film Critics Association Awards | nejlepší obsazení                                     | Děcka jsou v pohodě               | nominace  |
| 2010 | Boston Society of Film Critics Awards                | nejlepší obsazení                                     | Děcka jsou v pohodě               | nominace  |
| 2011 | Alliance of Women Film Journalists Awards            | nejlepší obsazení                                     | Děcka jsou v pohodě               | vítězství |
| 2011 | Central Ohio Film Critics Association Awards         | nejlepší obsazení                                     | Děcka jsou v pohodě               | nominace  |
| 2011 | Critics' Choice Movie Awards                         | nejlepší obsazení                                     | Děcka jsou v pohodě               | nominace  |
| 2011 | Screen Actors Guild Awards                           | nejlepší obsazení                                     | Děcka jsou v pohodě               | nominace  |
| 2012 | NewNowNext Awards                                    | další velká hvězda                                    | Hunger Games                      | vítězství |
| 2012 | CinemaCon Award                                      | objev roku                                            | Hunger Games                      | vítězství |
| 2012 | Filmová cena MTV                                     | nejlepší obsazení                                     | Hunger Games                      | nominace  |
| 2012 | Filmová cena MTV                                     | nejlepší filmový polibek                              | Hunger Games                      | nominace  |
| 2012 | Filmová cena MTV                                     | nejlepší souboj                                       | Hunger Games                      | vítězství |
| 2012 | Filmová cena MTV                                     | nejlepší herec                                        | Hunger Games                      | vítězství |
| 2012 | Teen Choice Awards                                   | nejlepší filmový polibek                              | Hunger Games                      | vítězství |
| 2012 | Teen Choice Awards                                   | nejlepší filmový herec: sci-fi/fantasy                | Hunger Games                      | vítězství |
| 2012 | Do Something Awards                                  | nejlepší filmová hvězda: muž                          | Hunger Games                      | vítězství |
| 2013 | People's Choice Awards                               | nejlepší filmová chemie                               | Hunger Games                      | vítězství |
| 2014 | MTV Movie Awards                                     | nejlepší výkon                                        | Hunger Games: Vražedná pomsta     | vítězství |
| 2014 | Teen Choice Awards                                   | nejlepší filmový herec: sci-fi/fantasy                | Hunger Games: Vražedná pomsta     | vítězství |
| 2015 | Teen Choice Awards                                   | nejlepší filmový herec: sci-fi/fantasy                | Hunger Games: Síla vzdoru 1. část | vítězství |
| 2016 | Teen Choice Awards                                   | nejlepší filmový herec: sci-fi/fantasy                | Hunger Games: Síla vzdoru 2. část | nominace  |
| 2016 | Teen Choice Awards                                   | nejlepší filmová chemie                               | Hunger Games: Síla vzdoru 2. část | nominace  |
| 2016 | Teen Choice Awards                                   | nejlepší filmový polibek                              | Hunger Games: Síla vzdoru 2. část | vítězství |